# Diplodia ilicicola
Diplodia ilicicola är en svampart som beskrevs av Desm. 1838. Diplodia ilicicola ingår i släktet Diplodia och familjen Botryosphaeriaceae.   Inga underarter finns listade i Catalogue of Life.